# 环状线 (莫斯科地铁)
环状线（5号线，羅馬化：Koltsevaya liniya）为莫斯科地铁中第4條開業的路线，地图中以咖啡色线为标识。环状线1950年投入营运，但直至1954年，這條路線才真正連成一個循環線，它全长19.3公里，全线一共12车站，全線的所有車站皆為可轉乘不同地鐵線或火車站的轉乘站。

## 历史及路線特色
環狀線的定線可以分為兩部分，南半的部分主要貼近莫斯科第二小的環城路花園路，北半部份就向外偏離花園路連接莫斯科市各主要的城際列車站——基輔站、白俄羅斯站、共青團廣場（列寧格勒站、雅羅斯拉夫利站、喀山站、瞭望塔站）、庫爾斯克站和帕維列茨站。第二次世界大戰結束之後5號線的建築很快就開始，1950年先建成了南部文化公園站至庫爾斯克站一段，1952年東端的庫爾斯克站再伸延到白俄羅斯站，直到1954年整條路線終於連成一個圈提供循環線服務。
環狀線的特點是全綫車站無一例外都是轉線站，月台的裝潢亦充分體現了斯大林式建筑風格的華麗。当列車顺时针行驶的时候（內環）會由男声报站，而逆时针的时候（外環）则为女声。

## 站名沿革
| 現在名稱 | 舊名稱                        | 舊名年份  |
| -------- | ----------------------------- | --------- |
| 文化公園 | 高爾基中央文化與休憩公園 （Центральный парк культуры и отдыха им. Горького） | 1950-1980 |
| 十月     | 卡卢加（Калужская）                    | 1950-1960 |
| 多勃雷寧 | 谢尔普霍夫（Серпуховская）                | 1950-1960 |
| 和平大道 | 植物園（Ботанический Сад）                    | 1952-1966 |

## 車站列表
全線都位於莫斯科市內，除基輔站外（位于西区），均位于中央行政区。
| 中文站名     | 俄文站名 | 英文站名 | 深度（m） | 接續路線                                                                       | 地理位置                                      |
| ------------ | -------- | -------- | --------- | ------------------------------------------------------------------------------ | --------------------------------------------- |
| 新村莊       |          |          | -40       | 谢尔普霍夫-季米里亚泽夫线（門捷列夫）                                          | 55°46′48″N 37°36′10″E / 55.78000°N 37.60278°E |
| 和平大道     |          |          | -40       | 卡卢加-里加线（和平大道）                                                      | 55°46′47″N 37°37′54″E / 55.77972°N 37.63167°E |
| 共青團       |          |          | -37       | 索科利尼基线（共青團） 列寧格勒站 喀山站 雅羅斯拉夫爾站                        | 55°46′29″N 37°39′18″E / 55.77472°N 37.65500°E |
| 庫爾斯克     |          |          | -40       | 阿尔巴特-波克罗夫卡线（庫爾斯克） 柳布利诺-德米特罗夫线（契卡洛夫） 庫爾斯克站 | 55°45′25″N 37°39′34″E / 55.75694°N 37.65944°E |
| 塔甘卡       |          |          | -53       | 塔甘卡-红普列斯尼亚线（塔甘卡） 加里宁线（馬克思主義者）                       | 55°44′30″N 37°34′39″E / 55.74167°N 37.57750°E |
| 帕維列茨     |          |          | −40       | 莫斯科河畔线（帕維列茨） 帕維列茨站                                            | 55°43′49″N 37°36′27″E / 55.73028°N 37.60750°E |
| 多勃雷寧     |          |          | -35.5     | 谢尔普霍夫-季米里亚泽夫线（謝爾普霍夫）                                        | 55°43′45″N 37°37′27″E / 55.72917°N 37.62417°E |
| 十月         |          |          | -40       | 卡卢加-里加线（十月）                                                          | 55°43′47″N 37°37′33″E / 55.72972°N 37.62583°E |
| 文化公園     |          |          | -40       | 索科利尼基线（文化公園）                                                       | 55°44′9″N 37°35′29″E / 55.73583°N 37.59139°E  |
| 基輔         |          |          | -48       | 阿尔巴特-波克罗夫卡线（基輔） 菲利线（基輔） 基輔站                            | 55°44′41″N 37°33′56″E / 55.74472°N 37.56556°E |
| 紅普列斯尼亞 |          |          | -35.5     | 塔甘卡-红普列斯尼亚线（路障）                                                  | 55°45′41″N 37°34′39″E / 55.76139°N 37.57750°E |
| 白俄羅斯     |          |          | −42.5     | 莫斯科河畔线（白俄羅斯） 白俄羅斯站                                            | 55°46′35″N 37°35′4″E / 55.77639°N 37.58444°E  |

## 外部連結
- （俄文）莫斯科地鐵官方網頁——环状线 （页面存档备份，存于）